# Dolichopeza barnardi
Dolichopeza barnardi är en tvåvingeart som beskrevs av Wood 1952. Dolichopeza barnardi ingår i släktet Dolichopeza och familjen storharkrankar. Inga underarter finns listade i Catalogue of Life.